# Lernkabinett
Das Lernkabinett ist ein didaktisches Modell. Das didaktische Prinzip des Lernkabinetts zeichnet sich durch die Aneignung theoretischen und praktischen Wissens aus, indem der Lerner in Lernumwelten – die für diesen Zweck vereinfacht wurden – reale Tätigkeiten übernimmt. Dabei ist es die Aufgabe des Lerners, einerseits als Handelnder selbst Aufgaben zu übernehmen, andererseits auch die Gegenseite einzunehmen (zum Beispiel Patient) sowie die eigenen und die Leistungen Anderer zu beurteilen und zu reflektieren. Die Grundlage des Lernkabinetts generiert sich aus intrinsischer Motivation, das heißt, dass die Tätigkeiten der Sache wegen ausgeführt werden. Weiteres Prinzip der intrinsischen Motivation bezieht sich auf den Zweck, dass das Erlernte für spätere Handlungsbereiche verwendet werden kann.

## Vier Phasen des Lernkabinetts
Das Lernkabinett wird theoretisch in vier Phasen eingeteilt: die Einrichtungsphase (Einrichten der Lernumwelt), die Orientierungsphase (Einführung für Lerner), die Interaktionsphase (Nutzung für selbst gewählte Lernziele) sowie die Anwendungsphase (verändern der Lernumwelt). In der letzten Phase – also der Anwendungsphase – soll erreicht werden, dass neue Handlungsmöglichkeiten gewonnen werden. 

## Lernumwelt
Die Lernumwelt definiert sich aus Objekten, Tools (englisch für ‚Hilfsmittel‘), anderen Lernern, den fundamentalen Informationen und einem Leitfaden, sowie Organisatoren die beratend fungieren können.

## Unterschied zur Famulatur
Was das Lernkabinett positiv von einer Famulatur (gängiger Begriff ist Praktikum oder Volontariat) unterscheidet, ist, dass das Lernkabinett einen umfangreichen, reflexiven Prozess beinhaltet, der weiters als Polylog stattfindet anstatt des vorgesehenen Dialogs bei der Famulatur. Negativer Unterschied ist die Simplifizierung (Vereinfachung) der Lernumwelt beim Lernkabinett, wohingegen bei der Famulatur die praktische Tätigkeit in einer realen und nicht experimentellen Umgebung stattfindet.